# Sergej Novikov (biatleet)
Sergej Valentinovitsj Novikov (Wit-Russisch: Сяргей Валянцінавіч Новікаў, Russisch: Сергей Валентинович Новиков) (Chavusy, 27 april 1979) is een Wit-Russische biatleet. Hij vertegenwoordigde zijn vaderland op de Olympische Winterspelen 2006 in Turijn en op de Olympische Winterspelen 2010 in Vancouver.

## Carrière
Novikov maakte zijn wereldbekerdebuut in december 2000 in Hochfilzen, zijn eerste wereldbekerpunten scoorde hij in maart 2003 in Lahti. In januari 2009 behaalde hij in Oberhof zijn eerste toptienklassering in een wereldbekerwedstrijd. Zijn beste eindklassering in het algemeen klassement was de zesentwintigste plaats in het seizoen 2009/2010.
Novikov nam zevenmaal deel aan de wereldkampioenschappen biatlon. Zijn beste resultaat, de veertiende plaats op de 20 kilometer individueel, behaalde hij op de wereldkampioenschappen biatlon 2008 Östersund. Op datzelfde toernooi sleepte hij samen met Ljoedmila Kalintsjik, Darja Domratsjeva en Roestam Valjoellin de zilveren medaille in de wacht op de gemengde estafette.
Novikov nam in zijn carrière tweemaal deel aan de Olympische Winterspelen. Op de Olympische Winterspelen van 2006 in Turijn was zijn beste prestatie de vierentwintigste plaats op de 20 kilometer individueel. Tijdens de Olympische Winterspelen van 2010 in Vancouver veroverde Novikov de zilveren medaille op de 20 kilometer individueel, ex aequo met de Noor Ole Einar Bjørndalen.

## Resultaten

### Olympische Spelen
| Jaar | Plaats    | Resultaten |
| ---- | --------- | --- |
| 2006 | Turijn    | 24e 20 km individueel 30e 10 km sprint 30e 12,5 km achtervolging 11e 4x7,5 km estafette                          |
| 2010 | Vancouver | 20 km individueel · 40e 10 km sprint · 21e 12,5 km achtervolging · 20e 15 km massastart · 11e 4x7,5 km estafette |

### Wereldkampioenschappen
| Jaar | Plaats           | Resultaten |
| ---- | ---------------- | --- |
| 2005 | Hochfilzen       | 22e 20 km individueel 4e 4x7,5 km estafette                                                                                              |
| 2005 | Chanty-Mansiejsk | 12e Gemengde estafette |
| 2006 | Pokljuka         | 14e Gemengde estafette |
| 2007 | Antholz          | 34e 20 km individueel 39e 10 km sprint 39e 12,5 km achtervolging 20e 4x7,5 km estafette 13e Gemengde estafette                           |
| 2008 | Östersund        | 14e 20 km individueel · 22e 10 km sprint · 26e 12,5 km achtervolging · 29e 15 km massastart · 8e 4x7,5 km estafette · Gemengde estafette |
| 2009 | Pyeongchang      | 25e 20 km individueel 31e 10 km sprint 48e 12,5 km achtervolging 19e 4x7,5 km estafette 10e Gemengde estafette                           |
| 2010 | Chanty-Mansiejsk | 9e Gemengde estafette |
| 2011 | Chanty-Mansiejsk | 62e 20 km individueel 13e 4x7,5 km estafette 10e Gemengde estafette                                                                      |

### Wereldbeker
Eindklasseringen
| Seizoen   | Algemeen | Individueel | Sprint | Achtervolging | Massastart |
| --------- | -------- | ----------- | ------ | ------------- | ---------- |
| 2002/2003 | 61e      |             |        |               |            |
| 2003/2004 | 75e      |             |        |               |            |
| 2004/2005 | 61e      |             |        |               |            |
| 2005/2006 | 45e      |             |        |               |            |
| 2006/2007 | 58e      |             |        |               |            |
| 2007/2008 | 52e      |             |        |               |            |
| 2008/2009 | 42e      |             |        |               |            |
| 2009/2010 | 26e      |             |        |               |            |
| 2010/2011 | 86e      |             |        |               |            |